# Cyphocarpus innocuus
Cyphocarpus innocuus là loài thực vật có hoa trong họ Hoa chuông. Loài này được Sandwith mô tả khoa học đầu tiên năm 1931.